# Sennevières
Sennevières é uma comuna francesa na região administrativa do Centro, no departamento Indre-et-Loire. Estende-se por uma área de 22,5 km². Em 2010 a comuna tinha 212 habitantes (densidade: 9,4 hab./km²).